# Angamos Promontory
Angamos Promontory är en udde i Antarktis. Den ligger i Sydshetlandsöarna. Argentina, Chile och Storbritannien gör anspråk på området.
Terrängen inåt land är lite kuperad. Havet är nära Angamos Promontory åt nordväst. Trakten är glest befolkad. Närmaste befolkade plats är Maldonado Station, 5,2 kilometer nordväst om Angamos Promontory. 